# Фибиш
Фибиш (рум. Fibiș) насеље је у Румунији у округу Тимиш у општини Фибиш. Oпштина се налази на надморској висини од 156 m.

## Прошлост
Према "Румунској енциклопедији" место се први пут спомиње у документима из 1234. године. По ослобођењу Банат од Турака 1717. године у "Фибешу" је пописано 20 кућа.
Године 1765. Фибиш је православна парохија у Липовском протопрезвирату Темишварске епархије. У месту је 1797. године пописано православно свештенство. Парох поп Аврам Николајевић (1772) говори српски и румунски језик, а остала двојица, Живан Поповић (1780) парох и Теодор Поповић (1787) парох знају само румунски језик.
У Фибишкој православној цркви Св. Ђорђа је сахрањен 1827. године млади Ђорђе Текелија (уз своју мајку), синовац Саве Текелије. Текелије су имале ту свој спахилук Блументал; браћа Петар и Ђорђе као сувласници. На имању је требало по Савином предлогу да остане Ђорђева удовица са малом девојчицом и прима издржавање, али други сувласник Петар Текелија се противио. Покојни власник Ђорђе имао је тада дуг од 590.000 ф., а његов сувласнички удео је био мањи, тако да је брату Петру све припадало. СпахилукSIRUTA код Фибиша прешао је доцније у руке цинцарског велетрговца богаташа Ђорђа С. Сине (1841).
Године 1846. Фибиш је велико село са 1835. становника. При православној цркви Св. Ђорђа служила су два пароха: поп Александар Антал и поп Вићентије Михус. Православно парохијско звање је основано и црквене матрикуле су установљене 1779. године. Фибишу припадају као парохијске филијале, Конигсхоф и Блументал. У народној основној школи 1846/1847. године предаје учитељ Теодор Радин, а исту похађа 65 ђака.
Почетком 20. века Фибиш је насеље у Новоарадском срезу, а ту живи само пет православаца Срба.

## Становништво
Према подацима из 2002. године у насељу је живело 1678 становника.

### Попис2002.
| Расподела становништва по националности 2002.‍ | Расподела становништва по националности 2002.‍ | Расподела становништва по националности 2002.‍ | Расподела становништва по националности 2002.‍ | Расподела становништва по националности 2002.‍ |
| --------------------------------------------- | --------------------------------------------- | --------------------------------------------- | --------------------------------------------- | --------------------------------------------- |
|                                               |                                               |                                               |                                               |                                               |
| Румуни                                        | Румуни                                        |                                               | 1.500                                         | 89,4%                                         |
| Мађари                                        | Мађари                                        |                                               | 117                                           | 7,0%                                          |
| Роми                                          | Роми                                          |                                               | 15                                            | 0,9%                                          |
| Украјинци                                     | Украјинци                                     |                                               | 36                                            | 2,1%                                          |
| Немци                                         | Немци                                         |                                               | 10                                            | 0,6%                                          |